# Webengine
Un Webengine es un Framework de desarrollo Web totalmente abstracto de su finalidad y funcionamiento, es decir, que no fue creado con un propósito específico, por lo que su estandarización de desarrollo, continúa en evolución, y su implementación en cualquier ambiente tiene como finalidad cubrir cualquier necesidad, desde la más genérica a la más específica de cualquier proyecto o sistema, sin importar que sea un Gestor de Contenidos (CMS), un ERP, un CRM, una Intranet o cualquier otro.
- Datos: Q6166660